# Bürgerspital (Bad Leonfelden)

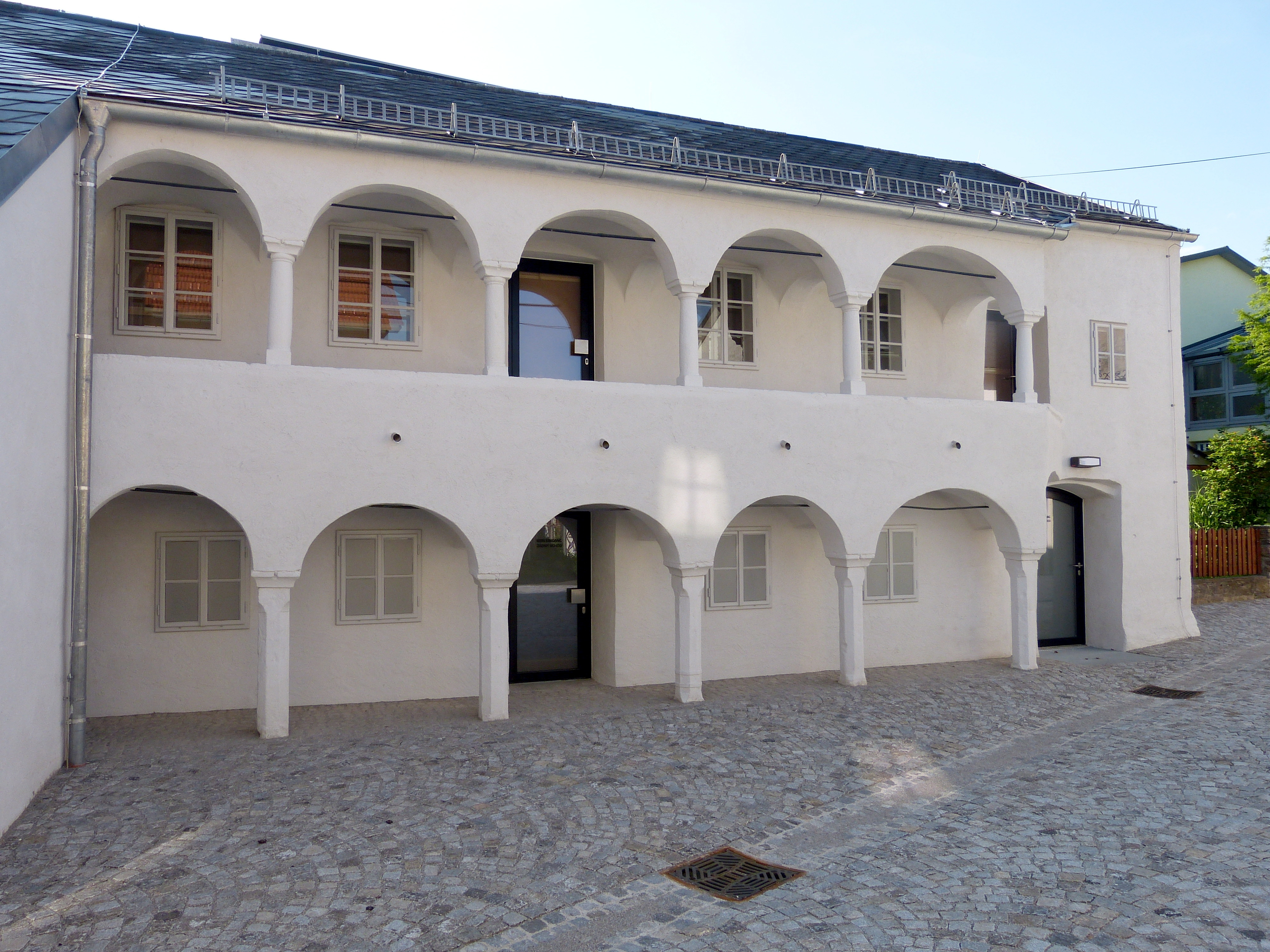
Bürgerspital Bad Leonfelden (2013)

Das Bürgerspital in der oberösterreichischen Stadt Bad Leonfelden, Spitalgasse 1, ist ein ehemaliges Bürgerspital mit angebauter Spitalkirche, Linzer Straße 3. Beide Bauwerke stammen aus dem frühen 16. Jahrhundert und sind gesondert denkmalgeschützt.

## Geschichte
Am 10. Dezember 1505 wurde in Leonfelden vom zuständigen Richter und dem Rat diese Versorgungseinrichtung gegründet. Im verloren gegangenen Stiftsbrief stand, dass die Behausung des Bürgers Paul von den Bürgern des Marktes Leonfelden gekauft und darin ein Bürgerspital „für die Verpflegung und Betreuung verarmter und kranker Bürger und deren Kinder“ eingerichtet werden sollte. Die Finanzierung und Verwaltung des Bürgerspitals samt den dazugehörenden wirtschaftlichen Gebäuden oblag der Bürgerschaft. Im Archiv von Stift Wilhering sind die zum Spital gehörigen zehntpflichtigen Untertanen, die Wiesen und Äcker und auch ein Haus mit Weingarten in Krems an der Donau verzeichnet. Das Bürgerspital wurde von zwei Personen verwaltet, außerdem war dort noch ein eigener Spitalsmeier angestellt, der zugleich Marktwächter war.

Für das geistige Wohl sorgte ein Spitalsgeistlicher, der dem Pfarrer der Stadtpfarrkirche Leonfelden unterstellt war. Die Spitalkirche in Bad Leonfelden wurde in den Jahren 1517 bis etwa 1520 errichtet. Die Pfleglinge konnten in ihren Betten ebenerdig in die Kirche transportiert werden, um dort ihre täglichen Stiftungsgebete zu verrichten.
Unter Kaiserin Maria Theresia, welche das Spitalswesen neu ordnete, wurde ein neuer Stiftsbrief ausgestellt, nachdem die Gründungsurkunde aus dem Jahr 1505 nicht mehr vorhanden war. Im neuen Stiftsbrief wurde die Anzahl der Insassen auf maximal 24 Personen beschränkt, und der Magistrat verpflichtete sich, nur verarmte und mühselige Personen ins Spital aufzunehmen.
Kaiser Joseph II. ließ während seiner Regierungszeit insgesamt 24 Klöster im Land ob der Enns schließen und per Dekret vom 9. August 1783 alle Bruderschaften auflösen. Am 6. Jänner 1787 wurde auch die Spitalkirche gesperrt.
In den Jahren 1987 und zur Oberösterreichischen Landesausstellung 2013 wurde der mittelalterliche Fürsorgekomplex renoviert.